# Femke Kok
Femke Kok (Nij Beets, 5 ottobre 2000) è una pattinatrice di velocità su ghiaccio olandese.

## Palmarès

### Mondiali distanza singola
- 4 medaglie:
  - 3 ori (sprint a squadre a Salt Lake City 2020; 500 m a Heerenveen 2023; 500 m a Calgary 2024)
  - 1 argento (500 m a Heerenveen 2021)

### Europei
- 1 medaglia:
  - 1 argento (sprint a squadre a Heerenveen 2020)

### Mondiali juniores
- 12 medaglie:
  - 8 ori (classifica generale, 1500 m e sprint a squadre a Baselga di Pine 2019; classifica generale, 500 m, 1000 m, inseguimento a squadre e sprint a squadre a Tomaszów Mazowiecki 2020)
  - 4 argenti (500 m, 1000 m e inseguimento a squadre Baselga di Pine 2019; 1500 m a Tomaszów Mazowiecki 2020)